# Smith & Wesson M&P10
Smith & Wesson M&P10 — американская самозарядная винтовка, вариант AR-10 в исполнении компании Smith & Wesson.

## Описание
Семейство винтовок M&P10 основано на базе автоматической винтовки AR-10. Стандартная модель имеет раздвижной приклад (шесть позиций), ствол из стали сорта 4140, приёмник из алюминия сорта 7057 T6 и жёсткий чёрный алюминиевый пламегаситель.

## Варианты
Винтовка была впервые продемонстрирована на SHOT Show в 2013 году. Доступны три варианта: M&P10 (CA Compliant), M&P10 (Compliant) и M&P10 CAMO. Все используют ружейный патрон .308 Winchester, цена колеблется в диапазоне от 1619 до 1729 долларов США:
- M&P10 CA Compliant: предусматривает так называемую «пулевую кнопку», что позволяет свободно продавать оружие гражданским лицам в штате Калифорния[3].

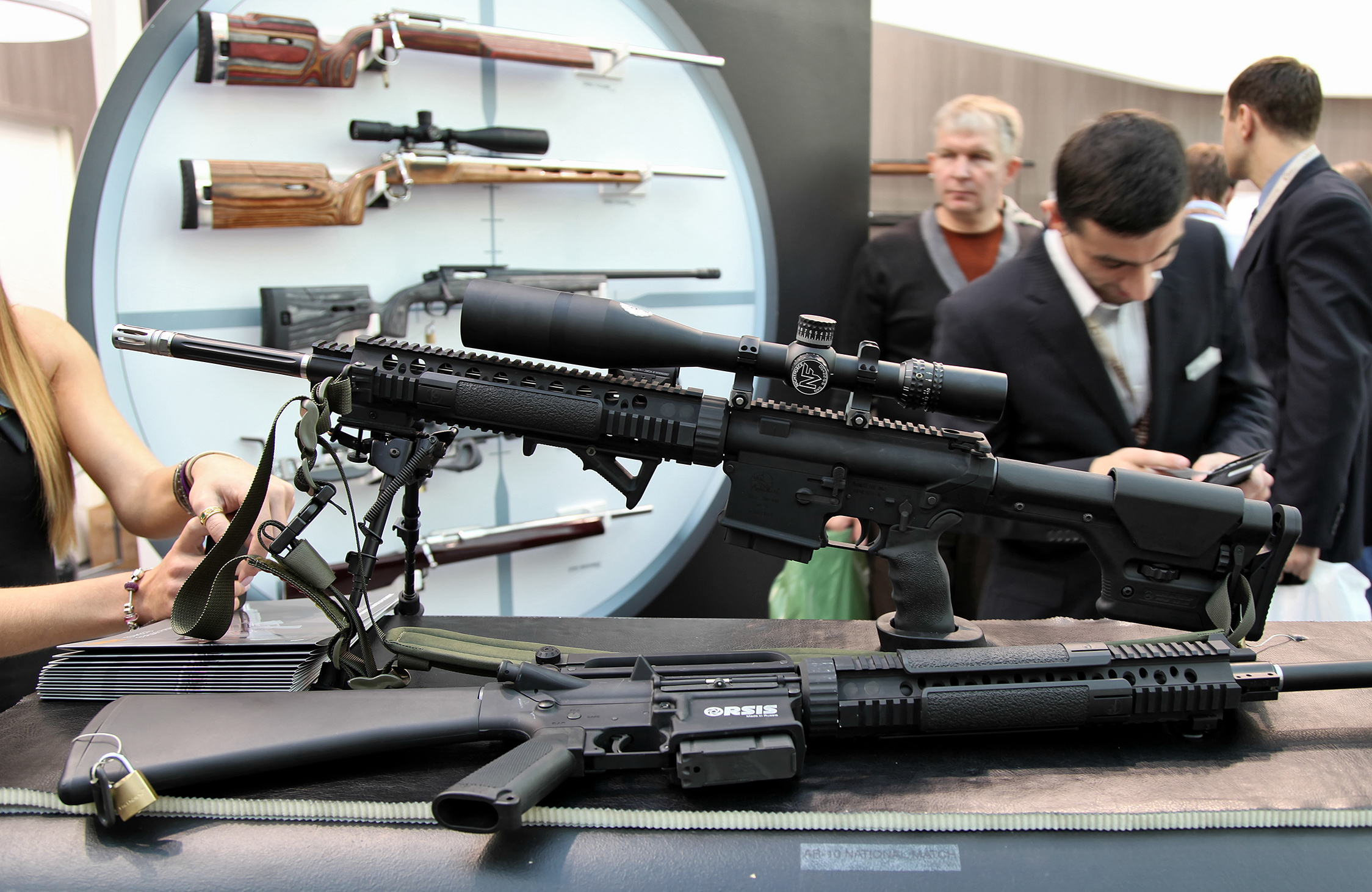
AR-10, на базе которой создана Smith & Wesson M&P10

- M&P10 Compliant: имеет закреплённый большой приклад и ненарезной ствол, что позволяет свободно продавать оружие гражданским лицам в штатах Коннектикут, Массачусетс, Мэриленд, Нью-Джерси и Нью-Йорк[4].
- M&P10 CAMO: имеет приклад Magpul Original Equipment, а также камуфляжную раскраску на ствольной коробке, цевье и пистолетной рукоятке[5].